# Artikulationsart
Die Artikulationsart (auch Artikulationsmodus genannt) bezeichnet in der Phonetik den Überwindungsmodus im Vokaltrakt (Ansatzrohr), durch den ein Sprachlaut gebildet wird.
Man unterscheidet folgende Artikulationsarten:
- Plosive
- Nasale
- Vibranten
- Taps/Flaps
- Frikative
- Affrikaten
- Approximanten
- Laterale
- Klicks
- Implosive
- Ejektive

Die genannten Artikulationsarten sind nicht komplementär, das heißt, es gibt Laute, die beispielsweise sowohl Approximanten als auch Laterale sind oder Laterale, die gleichzeitig Frikative sind.
Die Artikulationsarten sind eigentlich durch die Artikulationsorgane bewirkte geometrische Veränderungen des menschlichen Vokaltrakts.